# Sveriges arbetsmarknadspolitik
Sveriges arbetsmarknadspolitik är en del av Sveriges ekonomiska politik och består av en blandning av aktiva och passiva arbetsmarknadspolitiska åtgärder. Under en lång period var ett utmärkande drag för Sveriges arbetsmarknadspolitik omfattande satsningar på aktiva åtgärder.
I Sverige beslutas arbetsmarknadsåtgärder av regeringen, och administreras av Arbetsförmedlingen.
Den förda politiken har förändrats flera gånger under slutet av 1900-talet och början av 2000-talet, vad gäller ingående åtgärder och den totala omfattningen av åtgärderna. Förändringarna har berott på varierande läge på arbetsmarknaden, olika statsfinansiellt läge, varierande politiska majoriteter och utvärderingar av tidigare arbetsmarknadspolitiska åtgärder. Exempel på åtgärder är Kunskapslyftet, AMS-jobb, Aktivitetsgarantin o.s.v. Många åtgärder har funnits under några år, och liknande åtgärder har återkommit under olika namn.

## Historik

### 1945-1990
Efter att Rehn–Meidner-modellen lanserades i slutet av 1940-talet räknades Sverige som ett pionjärland för aktiv arbetsmarknadspolitik.

### 1991-2005

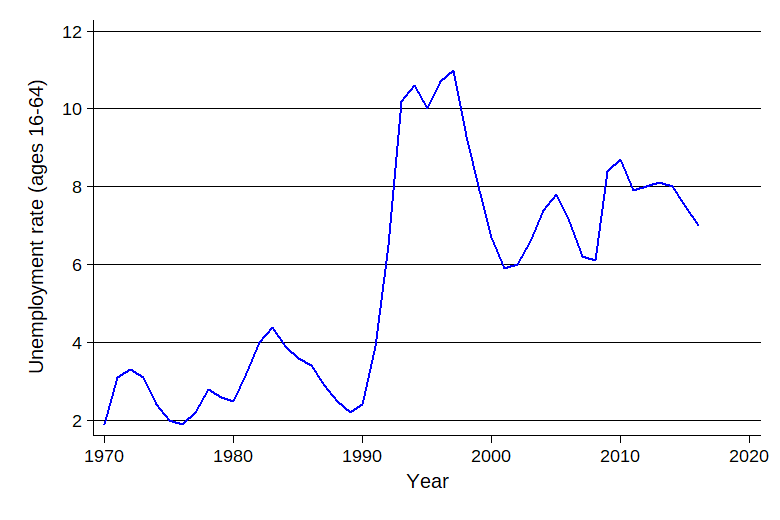
Arbetslöshet i procent i Sverige för befolkningen i åldrarna 16-64 år under åren 1970-2016.

Under 90-talskrisen och dess omfattande arbetslöshet, hade de arbetsmarknadspolitiska åtgärderna sin största omfattning, och låg som mest på nära 6 procent av BNP. Satsningarna på de aktiva åtgärderna uppgick 1991-1993 till nära 3 procent av BNP och de passiva åtgärderna uppick 1991-1992 till cirka 2,7 procent av BNP.

## Lista över svenska arbetsmarknadsåtgärder
- Jobb- och utvecklingsgarantin
- Kunskapslyftet
- AMS-jobb
- Aktivitetsgarantin
- Plusjobb
- Instegsjobb
- Nystartsjobb
- OSA-anställning
- Beredskapsarbete